# آمره (قم)
آمُره یکی از روستاهای استان قم ایران است. این روستا در بخش خلجستان قرار دارد. آمره با شهر قم ۸۶ کیلومتر و با مرکز بخش ۸ کیلومتر فاصله دارد، این روستای کوهستانی در منتهی‌الیه غرب استان قم واقع است.
اهالی روستای آمره اصالت تاتی خویش را حفظ کرده و هنوز به زبان قدیم یعنی زبان تاتی سخن می‌گویند.

## جمعیت
بر اساس سرشماری سال ۱۳۸۵، جمعیت این روستا ۲۱۷ نفر (۵۴ خانوار) بوده است.

## موقعیت
موقعیت دقیق جغرافیایی آمره درکتاب «فرهنگ جغرافیایی» چنین آمده است:
«ارتفاع از سطح دریا ۲۰۲۰ متر، عرض جغرافیایی که ۳۴۳۲، طول جغرافیایی ۵۰۹۰» آمره درمیان کوه‌ها و باغ‌هایی محصور شده که از غرب به شرق گسترده شده‌اند و آب راهی که از کنار روستا می‌گذرد نیز مسیر غربی - شرقی را طی می‌کند.